# Baryscapus cormus
Baryscapus cormus är en stekelart som först beskrevs av Burks 1943.  Baryscapus cormus ingår i släktet Baryscapus och familjen finglanssteklar. Inga underarter finns listade.